# René Taube
René Simon Taube (* 8. Oktober 1919 in Wien; † 19. Februar 2013 in Silver Spring) war ein österreichischer Jude, der 1938/1939 vor den Nazis nach Ecuador fliehen musste. Er promovierte in Quito in Chemie und später in den USA in Deutscher Literatur. In diesem Fach unterrichtete er auch bis zu seiner Emeritierung an der Howard University in Washington, D.C.

## Von Wien nach Quito
René Taube war der Sohn des Wiener Kaufmanns Arthur Taube. Im Juni 1937 legte er am Akademischen Gymnasium in Wien die Reifeprüfung ab und begann im Wintersemester 1937/38 an der Universität Wien das Studium der Medizin.
Nach dem Anschluss Österreichs wurde René Taube aus rassistischen Gründen von den Nazis gezwungen das Studium abzubrechen, und im Sommersemester 1938, seinem 2. Studiensemester, musste er die Universität Wien verlassen.
René Taube und seiner Familie gelang es, nach Ecuador zu emigrieren. René Taube begann ein Chemie-Studium und wurde 1948 in diesem Fach an der Universidad Central del Ecuador in Quito promoviert.
In Quito hatte der aus Deutschland emigrierte Karl Löwenberg 1944 die Kammerspiele gegründet, ein semiprofessionelles Theater von deutschsprachigen Schauspielern für vorwiegend deutschsprachige Emigranten in Quito.
Neben dem weiblichen Star dieser kleinen Theatertruppe, Vera Kohn, war René Taube „der herausragende Schauspieler jener Anfangsjahre“ Offenbar nicht ganz so bekannt war ein weiteres Ensemblemitglied: Renate Aron (1926–2009). Sie wurde 1952 René Taubes Ehefrau und lebte bis zu ihrem Tod knapp 58 Jahre mit ihm zusammen. Aus der Ehe gingen die beiden Kinder Marcel und Vivian Taube hervor.
Es ist nicht viel bekannt über Taubes Aufenthalt in Quito. Aus zwei bei Maria-Luise Kreuter abgedruckten Programmzetteln der Kammerspiele ist ersichtlich, dass er 1946 in dem Stück Esther (vermutlich Esther von Jean Racine) mitspielte und in der amerikanischen Uraufführung von Jean Anouilhs Stück Antigone den Kreon gab. Renate Aron war in diesem Stück die Ismene.

## Exkurs: Die Familie Aron
Wie René Taube stammte auch Renate Aron aus einer Familie, die nach Ecuador emigriert war. Ihre Eltern waren der jüdische Anwalt Werner David Aron (1898–1967) und dessen nicht-jüdische Frau Margot Lundehn Aron (1900–1989). Sie lebten in Königsberg und hatten neben Renate noch zwei weitere Kinder: Gert (* 7. Oktober 1927 in Königsberg) und Marianne (* 9. Januar 1929 in Königsberg; † 18. Mai 2005 in Quito).
Werner Aron gehörte zu denen, die die von den Nazis ausgehende Gefahr unterschätzten. Er hatte sich nach dem Ersten Weltkrieg von der jüdischen Religion losgesagt, vertraute auf den Schutzmechanismus des Frontkämpferprivilegs, und entschloss sich erst dann zur Emigration, als es fast zu spät dazu war. Da er als Jurist in vielen Zufluchtsländern keine Chance zur Einreise hatte, blieben ihm nur zwei Alternativen: das visumsfreie Shanghai als Fluchtort europäischer Juden oder Ecuador. Die Entscheidung für Ecuador fiel, weil Margot Arons Schwester und deren Mann, Annemie und Gerhard Zwirner, schon seit Mitte der 1920er Jahre in Ecuador lebten und ihnen bei der Beschaffung der Einreisedokumente behilflich waren. Die Einreise war geknüpft an zwei Bedingungen: die Bereitschaft, eine Farm in einer abgelegenen Region des Landes zu starten und 1000 Dollar als Kaution für die Einreise zu hinterlegen. Letzteres gelang mit Hilfe einer in London lebenden entfernten Verwandten, die für eine Flüchtlingsorganisation der Quäker arbeitete. Mit viel Glück gelang es ihm, für sich und seine Familie für den 1. April 1939 eine Passage auf dem HAPAG-Schiff Patria zu bekommen.
Die Arons wurden am 21. April 1939 vor Salinas ausgebootet. Ihre Ausrüstung bestand aus 21 Transportkisten, und ihre erste Station nach Guayaquil war Ambato. Von hier aus mussten die Formalitäten in Quito geklärt werden, bevor die Familie dann Mitte Mai in den Urwald aufbrechen konnte. Den ersten Teil der Strecke bis Baños konnten sie per Bus zurücklegen, den Rest bis zu ihrem Zielort Puyo per Pferd und Maulesel.
In Puyo sicherten sich die Arons Land in unmittelbarer Nähe ihrer Verwandten, der Familie Zwirner, und beschlossen Rinder zu halten und Bananen anzubauen. Ihrer Farm gaben sie den Namen La Libertad – in Erinnerung an die verlorene Freiheit in Deutschland.
Das Leben in der Wildnis und die Unerfahrenheit der Kolonialisten blieb nicht ohne Folgen: „Die Fehler und Missgeschicke der ersten beiden Jahre brachten uns fast an den Punkt des totalen Bankrotts. Der überteuerte Kauf der ersten Rinder aus der falschen Region, die Unterschätzung der benötigten Weide und andere falsche Entscheidungen fraßen unser Kapital auf, das anfangs nicht allzu reichlich vorhanden war. Wir konnten nicht einmal sagen, dass wir von der Hand in den Mund lebten, denn selbst die Bananen, die universelle Notnahrung in Ecuador, brauchen fast zwei Jahre, bis sie die erste "cabeza", den Kopf der Bananen, tragen. Zwar erlaubten uns unsere Nachbarn, alle Bananen zu ernten, die wir finden konnten, aber diese alten Bestände wurden schrecklich vernachlässigt und erbrachten nur sehr wenige Bündel.“
Der reine landwirtschaftliche Betrieb wurde später ergänzt durch eine vor allem von Margot Aron betriebene Bäckerei, deren Produkte in Puyo verkauft werden konnten, und durch eine Weberei für Tischdecken, Tischsets und Möbelbezugsstoffe.
Trotz der abgelegenen Lage bekamen die Farmer immer wieder Besuch aus Quito. Zu den ersten Besuchern zählten die aus Ungarn stammende Künstlerin Olga Fisch und der Industrielle Hans Neustaetter, für den der aus Prag stammende Architekt Karl Kohn 1955 die berühmte Quitoer Villa Neustaetter baute.
Renate Aron, die in Puyo dem Leitungskomitee eines Sportklubs angehörte, war die erste der Familie Aron, die den Urwald verließ. Sie zog 1942 im Alter von sechzehn Jahren nach Quito und arbeitete dort im Laden von Olga Fisch. Abends besuchte sie Englischkurse. In diesem Umfeld entstand dann vermutlich auch der Kontakt zu Karl Löwenberg und den Kammerspielen und auch zu René Taube. Vier Jahre später, 1946, wurde die lange ersehnte Straße zwischen Baños und Puyo eröffnet, wodurch der Kontakt zur Außenwelt sehr erleichtert wurde. Für die Arons aber zeichnete sich ab, dass sie ihre Farm aus wirtschaftlichen Gründen nicht weiter betreiben konnten. Im Dezember 1948 endete das Urwaldabenteuer, die Familie Aron zog nach Quito, wo sie sich ein Haus mietete. Werner Aron startete nach seiner Farmerkarriere zunächst einige nicht sehr erfolgreiche geschäftliche Unternehmungen in Quito, bevor er in eine von einem Freund gegründete Import-Agentur eintrat und zu einem relativen Wohlstand gelangte. Mutter Margot betrieb bis in die 1970er Jahre hinein erfolgreich eine Weberei.
Weder Renate noch ihre Geschwister hatten in Ecuador eine Schule besucht und verfügten auch aus Deutschland über keinen Abschluss. Zum Gepäck der Arons gehörten allerdings auch zwei Transportkisten voll mit Büchern, und, gestützt auf diese, gestaltete Werner Aron bei abendlichen Familienrunden das Bildungsprogramm für seine Kinder. „Wir hatten jedoch zwei Kisten mit insgesamt fast 300 Pfund Büchern mitgebracht, die von leichten und humorvollen Romanen bis hin zu informativen Bänden über Geschichte, Geographie, Grundlagenforschung und Kunst, Astronomie und klassische Werke von Schiller, Goethe, Shakespeare und anderen reichten. Ich selbst war in einem System der humanistischen Allgemeinbildung aufgewachsen, und ich habe mein Bestes getan, um bei den Kindern neben der praktischen Ausbildung, die sie zum Überleben erhielten, auch ein Interesse am intellektuellen Denken zu wecken.“
Gert Aron, der zuvor schon einen Fernkurs in Hydrologie absolviert hatte, nahm in Quito eine Arbeit in einem Eisenwarenladen an und konnte auch schon mal als Hilfs-Ingenieur bei einem Wasserbauprojekt mitarbeiten. Von seinem späteren Schwager René Taube bekam er in einer Art Crashkurs die Grundlagen der Algebra, Trigonometrie und der Analysis vermittelt. 1953 ging er in die USA und wurde ohne formalen Schulabschluss von der Ohio State University zum Ingenieurstudium zugelassen. 1969 wurde er an der University of California in Hydrologie promoviert und lehrte dann bis zu seiner Emeritierung im Jahre 1991 an der Pennsylvania State University.
Marianne Aron heiratete den aus Norddeutschland stammenden George Chrambach (1918–2002), der von seinen Eltern 1936 in ein Camp für politische Flüchtlingskinder nach England geschickt worden war. Nach dem Ausbruch des Zweiten Weltkriegs wurde er nach Südafrika gebracht und diente dann als britischer Soldat in Nordafrika. Nach dem Ende des Zweiten Weltkriegs ging er nach Ecuador, wohin seine Eltern hatten emigrieren können. Die Chrambachs betrieben eine Farm in der Nähe der Arons, und nach der Hochzeit von Marianne und George betrieben auch diese bis Ende der 1950er Jahre eine Fram, bevor George sich dann in Quito eine chemische Reinigung zulegte.

## Vom Chemiker zum Literaturwissenschaftler
Nach Maria-Luise Kreuter wurde das oben erwähnte Antigone-Stück der Kammerspiele 1949 aufgeführt. Bald danach müssen René Taube und Renate Aron in die USA übersiedelt sein. Sie gingen nach Baltimore, wo 1952 vermutlich auch ihre Hochzeit stattfand. Was René Taube bewogen hat, hier ein zu seiner bisherigen Chemikerausbildung ziemlich konträres Studium zu beginnen, nämlich Deutsche Literatur, ist nicht überliefert. Er erlangte jedenfalls 1952 mit seiner Arbeit über »C. F. Meyers System der egoistischen Moral und der unfreiwillige Egoismus Thomas Beckets« seinen Master-Abschluss in German literature an der Johns Hopkins University und wurde 1958 im gleichen Fach an der Ohio State University promoviert. Seine Dissertation trug den Titel »Das Bild Max Stirners in der deutschen Literatur um die Mitte des 19. Jahrhunderts«.
René Taube startete seine akademische Karriere als Assistant Professor für German literature an der University at Buffalo im US-Bundesstaat New York und wurde 1969 für das gleiche Fachgebiet Full Professor an der Howard University in Washington, D.C. Hier wurde er 1974 emeritiert.
Aus René Taubes Zeit an der Howard University stammt einer der wenigen überlieferten literaturwissenschaftlichen Beiträge. Er nahm an einer Diskussion über Realismus teil, deren Beiträge 1967 veröffentlicht wurden. Taube fragt in seinem Beitrag danach, ob es sich bei der „Literatur der Gründerzeit“, also der nach der deutschen Reichsgründung von 1870–71, um die Literatur einer neuen Epoche gehandelt habe – was er verneint. „Ich sehe in diesem literarischen Phänomen nur das Anschwellen, das Sichtbarwerden einer schon längst in den bürgerlichen Realismus eingebetteten pseudoidealistischen Strömung, die seit dem Scheitern der Revolution von 1848 stetig an Stärke zugenommen hat. […] Die Tatsache, daß sich etwa der französische Feldzug so oft in Hymnen der Götzendämmerung und so selten in realistìschen Schilderungen spiegelt, wirft die Frage nach der neuen ‘literarìschen Generation’ auf. Die ‘Literatur der Gründerzeit’ wurde keineswegs von jungen, sondern von reichlich alten Dichtem lanciert, von denen zwar viele mit ihrer politischen, aber keiner mit seiner stilistischen Vergangenheit gebrochen hatte. Die ersten Barden der Gründerzeit waren dieselben Dichter, die schon vorher die monumentale Rhapsodik, die apokalyptische Geschichtsvision, den Kult der edelmännischen Härte gepflegt hatten: bemooste konservatìve Haudegen, und vor allem Radikale, die sich sprunghaft oder allmählich der siegreichen aristokratischen Reaktion angenähert hatten.“ Protagonisten dieser Richtung sind ihm Ferdinand Freiligrath mit seiner Ode Die Trompete von Gravelotte, Emanuel Geibels Gedicht Deutschland als Beruf und die Libretti Richard Wagners. „Ich lasse es dahingestellt, ob diese Literatur des aristokratisch tuenden Pseudoidealismus oder Antirealismus nicht etwa der Maelstrom sei, der gewisse Ideen, Formen und Schlagworte durch alle literaturgeschichtlichen Epochen von den verdeckten Quellen der Romantik bis zur Naziliteratur weiterspülte.“
Renate Aron blieb auch in den USA berufstätig und übernahm in der Regel Buchhaltungsarbeiten. Nach dem Ausscheiden aus dem Berufsleben in einer großen Wohnanlage war sie dort als „Mitarbeiterin des Jahrzehnts“ ausgezeichnet worden.

## Werke
- C. F. Meyers System der egoistischen Moral und der unfreiwillige Egoismus Thomas Beckets, Baltimore, 1952.[13] Die Arbeit bezieht sich auf Meyers Novelle Der Heilige aus dem Jahr 1879.
- Das Bild Max Stirners in der deutschen Literatur um die Mitte des 19. Jahrhunderts, Dissertation, 1958. Neuauflage: Verlag Max-Stirner Archiv, Leipzig, 2000, ISBN 978-3-933287-26-7.
- Paradise Lost Forever. A Study of the German Philosophical Epics of the Nineteenth Century, in: The Germanic Review: Literature, Culture, Theory, Volume 35, 1960, Issue 3, Pages 185–201. doi:10.1080/19306962.1960.11787013
- Monatshefte für deutschen Unterricht, deutsche Sprache und Literatur. Official organ of the German Section of the Modern Language Association of the Central West and South, University. of Wisconsin Press, Madison, 1946–1998
  - Realism: A Symposium. Discussion between Henry Hatfield, Frank G. Ryder, René Taube, Egon Schwarz and Jost Hermand, Vol. 59, No. 2 (Summer, 1967), pp. 118–1307. René Taubes Beitrag bezieht sich auf Jost Hermand und ist auf Deutsch.
  - Review: William H. McClain: Between Real and Ideal: The Course of Otto Ludwig's Development as a Narrative Writer, Vol. 58, No. 2 (Summer, 1966), pp. 175–177.